# Roudairea
Roudairea is een geslacht van wantsen uit de familie van de Miridae (Blindwantsen). Het geslacht werd voor het eerst wetenschappelijk beschreven door Puton & Reuter in 1886.

## Soorten
Het genus bevat de volgende soorten:

- Roudairea atargatis Linnavuori, 1971
- Roudairea crassicornis Puton & Reuter, 1886
- Roudairea eckerleini Wagner, 1965
- Roudairea launaeae Wagner, 1976